# استخلاص بالإغلاء

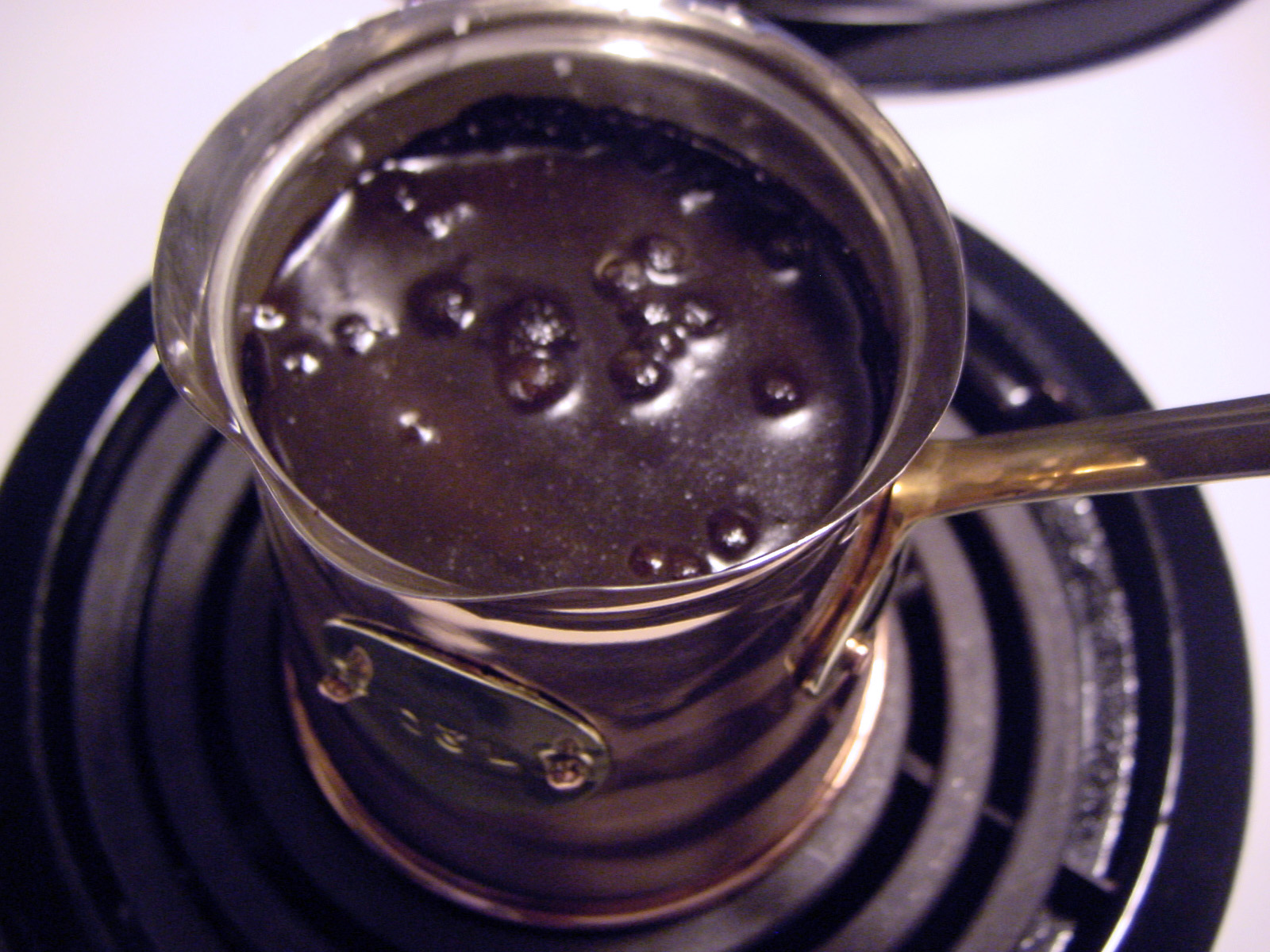
القهوة التركية تبدأ بالغليان. ويستخدم الاستخلاص بالإغلاء ليكون الوسيلة الرئيسية لصنع القهوة، بالرغم ان معظم طرق صنع القهوة اليوم تستخدم عملية التخلل.

الاستخلاص بالإغلاء (بالإنجليزية: Decoction)‏ هي عملية استخلاص عن طريق غلي المواد الكيميائية الذائبة من المواد العشبية أو النباتية، والتي قد تشمل الجذوع، الجذور، اللحاء والجذامير. يتضمن الاستخلاص بالإغلاءبالهرس أولا ثم في الغلي بالماء لاستخراج الزيوت، المركبات العضوية المتطايرة والمواد الكيميائية الأخرى. يمكن ان يستخدم الاستخلاص بالإغلاء لصنع الشاي العشبي، الشاي، القهوة، الصبغات والمحاليل المماثلة. الاستخلاص بالإغلاء والنقاعة قد تنتج سوائل ذات خصائص كيميائية مختلفة فمثلا الفرق في درجة الحرارة والإعداد قد يؤدي إلى مزيد من المواد الكيميائية الزيتية القابلة للذوبان في عملية الاستخلاص بالإغلاء بعكس التنقيع. وقد تطبق هذه العملية أيضا على اللحوم والخضار لإعداد الحساء أو المرق.